# RMS Etruria
O RMS Etruria foi um transatlântico britânico que, junto ao RMS Umbria, foi o último dos navios da companhia maritíma Cunard Line a contar com velas auxiliares. O Etruria foi construído por John Elder & Co. em Glasgow (Escócia) em 1884 Ambos barcos, o Etruria e o Umbria, foram comparados com os regulares do seu tempo barcos inovadores. Tratava-se dos maiores navios em serviço, realizando o serviço regular entre Liverpool e Nova York. O RMS Etruria foi completado e lançado em março de 1885, doze semanas mais tarde que o Umbria'.
O Etruria tinha muitas características distintas, entre elas duas chaminês enormes que davam a impressão de uma potência enorme. Também dispunha de três mastros de aço, que quando estavam plenamente aparelhados albergavam um extenso conjunto de vela. Outra inovação do Etruria era que estava equipado com maquinaria de refrigeração, ainda que seria feita a sua propulsão, mediante uma unica hélice, a que reportar-lhe-ia a maior parte da sua publicidade mais tarde em sua carreira.
O barco resumia os luxos do estilo vitoriano. Os alojamentos públicos em primeira classe estavam cheios de mobiliário decorado cuidadosamente, com cortinas de veludo pesado que penduravam em todas os alojamentos, decoradas com Bric-à-brac como ditava a moda do momento. Estes alojamentos, bem como os camarotes de primeira classe, estavam situados na coberta de passeio, e as cobertas superiores tinham também um salão de música, sala de fumadores para cavalheiros, e salas de refeições separadas para a primeira e segunda classe. Seguinda a norma da época, os alojamentos de segunda classe eram normais, mais cómodos e espaçosos. O RMS Etruria contava com alojamento para 550 passageiros em primeira classe e 800 passageiros em segunda classe. Não obstante, em 1892 realizaram-se mudanças para reconfigurar o alojamento para 500 passageiros de primeira classe, 160 passageiros de segunda classe, e 800 de terceira classe.